# Montsoult
Montsoult är en kommun i departementet Val-d'Oise i regionen Île-de-France i norra Frankrike. Kommunen ligger i kantonen Viarmes som tillhör arrondissementet Sarcelles. År 2022 hade Montsoult 4 095 invånare.

## Befolkningsutveckling
Antalet invånare i kommunen Montsoult
| Referens: INSEE |